# Bader Goula
Bader Goula est une commune rurale et Goula une localité du Niger, département de Dakoro, région de Maradi.

## Géographie
La localité de Goula est située à 69 km à l'est du chef-lieu départemental Dakoro.
| Gadabédji   | Gadabédji                             |                        |
| Roumbou I   | Bader Goula                           | Tagriss                |
| Birni Lallé | Sabon-Machi, Guidan Amoumoune, Tchaké | El Allassane Maïreyrey |

## Histoire
Bader Goula est fondée par l'association du camp nomade de Bader avec le village de Goula. La commune rurale de Bader Goula instaurée en 2002, est issue d'une partie du canton de Bader Goula fondé en 1947.

## Population
Lors du recensement général de 2012, la population communale est relevée à 68 203 habitants, dont 2 355 habitants pour la localité chef-lieu communal.

## Localités
La commune s'étend sur 130 villages, 62 hameaux et 27 camps au centre-est du département de Dakoro.

## Services et infrastructures
- Centre de Santé Intégré (CSI) à Goula[5].
- Collège d'enseignement général (CEG) à Goula,
- Centre de formation des métiers (CFM) à Bader Goula.